# 阿卜杜勒-阿齊茲·本·哈桑
阿卜杜勒-阿齊茲·本·哈桑（阿拉伯语：عبد العزيز بن الحسن），他是哈桑一世之子，1894年成為阿拉维王朝的摩洛哥蘇丹。阿卜杜勒-阿齊茲·本·哈桑试图征收額外的农业税和牲畜税，但加稅措施措施遭到社会各界的强烈反对。他又以关税作抵押向法国借款，結果又遭到國內的大規模抗議。1908年，阿卜杜勒-阿齊茲因政變退位，兄長阿卜杜勒-哈菲德繼位。1943年，阿卜杜勒-阿齊茲在丹吉爾去世。